# Gregory Peck
Eldred Gregory Peck, född 5 april 1916 i La Jolla, Kalifornien, död 12 juni 2003 i Los Angeles, Kalifornien, var en amerikansk skådespelare. Peck var en av de mest populära filmstjärnorna under 1940-, 1950- och 1960-talen. Han erhöll fem nomineringar till utmärkelsen Oscar för bästa manliga huvudroll och mottog en, för sin roll som Atticus Finch i dramafilmen Skuggor över Södern (1962).
Gregory Peck Oscarsnominerades även för sina roller i Himmelrikets nycklar (1944), Hjortkalven (1946), Tyst överenskommelse (1947) och Luftens örnar (1949). Andra noterbara filmer är Trollbunden (1945), Hämndens timme (1950), Prinsessa på vift (1953), Moby Dick (1956, och miniserien från 1998), Det stora landet (1958), Bravados (1958), Stormeld (1959), Kanonerna på Navarone (1961), Farlig främling (1962, och nyinspelningen från 1991), Så vanns vilda västern (1962), Omen (1976) samt Pojkarna från Brasilien (1978).

## Biografi
Gregory Peck var son till Bernice Mary (född Ayres) och Gregory Pearl Peck. Hans far var apotekare; föräldrarna skilde sig när Peck var fem år gammal och han växte upp hos sin farmor. Han studerade vid San Diego State College och tog sedan examen vid University of California at Berkeley; det var där som han blev intresserad av en karriär som skådespelare. 
Han skrev in sig vid Neighborhood Playhouse i New York och gjorde en uppmärksammad debut på Broadway 1942 i The Morning Star. Han framträdde i ytterligare en pjäs innan han begav sig till Hollywood. Där blev han snabbt en ledande stjärna, kanske mycket på grund av att många av de ledande stjärnorna befann sig ute i strid under andra världskriget. Peck själv hade frisedel på grund av en ryggskada han ådragit sig vid en roddkamp under universitetstiden. 
Peck belönades med en Oscar 1962 för sin roll i Skuggor över Södern; han var den förste Kalifornienfödde skådespelare som vann detta pris. Totalt var han nominerad till detta pris fem gånger som bästa skådespelare. Han porträtterade kapten Keith Mallory i Kanonerna på Navarone som han blev mycket känd för.

### Privatliv
Gregory Peck var engagerad i många välgörenhetsorganisationer; till exempel blev han 1966 ordförande i "American Cancer Society".
I sitt första äktenskap 1942–1955 med finskfödda Greta Kukkonen (1911–2008) fick Peck tre söner. Paret låg i skilsmässa när han filmade Prinsessa på vift i Rom 1953. Där träffade han fransyskan Veronique Passani (1932–2012) som han gifte sig med 1955; de fick två barn och förblev gifta fram till Gregory Pecks död.

## Filmografi i urval
- 1944 – Dagar av ära
- 1944 – Himmelrikets nycklar
- 1945 – Domens dal
- 1945 – Trollbunden
- 1946 – Hjortkalven
- 1946 – Duell i solen
- 1947 – Under Afrikas himmel
- 1947 – Tyst överenskommelse
- 1947 – En kvinnas hemlighet
- 1948 – Desperados
- 1949 – Allt eller intet
- 1949 – Luftens örnar
- 1950 – Hämndens timme
- 1951 – Med flaggan i topp
- 1951 – Det obesegrade fortet
- 1951 – David och Batseba
- 1952 – Stormfågel
- 1952 – Snön på Kilimanjaro
- 1953 – Prinsessa på vift
- 1954 – Miljonpundsedeln
- 1954 – Nattmänniskor
- 1954 – Purpurslätten
- 1956 – Mannen i den grå kostymen
- 1956 – Moby Dick
- 1957 – Förlåt, vi är visst gifta
- 1958 – Bravados
- 1958 – Det stora landet
- 1959 – Stormeld
- 1959 – Älskade otrogna
- 1959 – På stranden
- 1961 – Kanonerna på Navarone
- 1962 – Farlig främling
- 1962 – Så vanns vilda västern
- 1962 – Skuggor över Södern
- 1963 – Osynlig fiende
- 1964 – Vedergällningen
- 1965 – En man försvinner
- 1966 – Arabesque
- 1968 – Den röda skuggan
- 1969 – Mackennas guld
- 1969 – Den gula skuggan
- 1969 – Marooned
- 1970 – Mellan lagen och våldet
- 1971 – Revansch i Gun Hill
- 1974 – Halvblodet
- 1976 – Omen
- 1977 – Generalen
- 1978 – Pojkarna från Brasilien
- 1980 – Havets vargar
- 1982 – The Blue and the Gray (TV-serie) (tre avsnitt)
- 1983 – The Scarlet and the Black (TV-film)
- 1987 – Den tysta rösten (Amazing Grace and Chuck)
- 1989 – Old Gringo
- 1991 – Galen i pengar
- 1991 – Cape Fear
- 1993 – Porträttet (TV-film)
- 1998 – Moby Dick (TV-serie)